# Newton on the Moor
Newton on the Moor – wieś w Anglii, w hrabstwie Northumberland. Leży 42 km na północ od miasta Newcastle upon Tyne i 439 km na północ od Londynu.